# La Main coupée du dieu Tyr
La Main coupée du dieu Tyr est le deuxième tome de la série de bande dessinée Les Mondes de Thorgal - Louve, dont le scénario a été écrit par Yann et les dessins réalisés par Roman Surzhenko. L'album fait partie d'une série parallèle (Les Mondes de Thorgal) qui suit les aventures de personnages marquants de la série Thorgal.

## Synopsis
Chez le mage Azzalepstön, Louve s'ennuie et ne se résout pas à devenir l'une de ses disciples, tout comme Hicham, un jeune garçon. Tous deux projettent de s'évader mais doivent d'abord récupérer leurs parts sauvages car sans elles ils n'ont ni force, ni volonté. Sauf que dans l'antre du mage ils constatent que leurs parts sauvages ne se trouvent plus dans les cristaux, comme Azzalepstön leur avait montré initialement.
Aux abords du village, Aaricia est toujours à la recherche de sa fille. Le dieu Vigrid vient l'avertir que Louve est en grand danger car elle s'apprête à défier Fenrir, un loup monstrueux, engendré par Loki. Aaricia doit lui donner le bracelet de dents de dragonnet qu'elle tient de sa mère afin que Vigrid puisse le remettre à Louve qui en aura besoin.
La part sauvage de Louve progresse sur le territoire de Fenrir, gardien de la main coupée du dieu Tyr. Elle y rencontre la part sauvage d'Hicham et tous deux trouvent les dépouilles des autres enfants précédemment envoyés par Azzalepstön.
Vigrid retrouve Louve chez Azzalepstön, lui remet le bracelet et la dépose à l'entrée du royaume de Fenrir.
Lundgen, épris d'Aaricia, lui fait croire que Thorgal est mort puis la défend face aux villageoises.

## Publications
- Le Lombard, novembre 2012  (ISBN 978-2803631032)